# Untitled Film Still 48
Untitled Film Still #48 (título correto), também conhecido com The Hitchhiker, é uma fotografia em preto e branco tirada por Cindy Sherman em 1979. Faz parte de sua série fotográfica Untitled Film Stills, tirada de 1977 a 1980. 

## Coleções Públicas
Existem cópias da fotografia no Museu de Arte Moderna, em Nova York, no Metropolitan Museum of Art, em Nova York, no Instituto de Arte Contemporânea, em Boston, e na Tate Modern, em Londres.